# Racing Destruction Set
Racing Destruction Set, veröffentlicht 1985 von Electronic Arts, ist ein Computer-Rennspiel.

## Spielprinzip und Technik
Racing Destruction Set war eines der ersten Computer-Rennspiele, bei denen man die Rennstrecke selbst zusammenstellen, die Ausstattung des Rennfahrzeuges relativ frei wählen und auf andere Umweltbedingungen Einfluss nehmen konnte. So konnte die Rennstrecke auch Schlamm- und Eisabschnitte sowie Rampen und Kreuzungen enthalten. Die Gravitation konnte wie auf dem Mond oder dem Jupiter eingestellt werden und Autos, oder auch Motorräder, mit unterschiedlicher Bereifung ausgestattet sein.
Auf den selbsterstellten Strecken konnten eindrucksvolle Karambolagen möglich sein, oder auch der spektakuläre Flug eines Fahrzeugs in die Landschaft. Für Spannung sorgten Split-Screen-Technik sowie die Möglichkeit, den Gegner mit Öllachen oder Minen zu sabotieren.
Das Spiel wurde von Rick Koenig programmiert, mit der grafischen Unterstützung von Connie Goldman und der Musik von David Warhol. Es wurde unter anderem für die Heimcomputer Atari 800 und Commodore 64 veröffentlicht.

## Rezeption
Die deutsche Happy Computer lobte Vielfalt und Spielwitz des Spiels und hob hervor, dass die dreidimensionale Streckengestaltung realistisch wirkende Sprünge ermögliche und dass Überholmanöver auf dem Splitscreen „sehr dramatisch“ wirkten. Redakteur Heinrich Lenhardt wertete, dass Racing Destruction Set eines der „wenigen Autorenn-Spiele (sei), das sich ganz klar von der Masse einheitlicher PS-Software abhebt“.